# Antipus wittmeri
Antipus wittmeri es un coleóptero de la familia Chrysomelidae.
Fue descrita científicamente por primera vez en 1979 por Medvedev.